# Martin Billik
Martin Billik é um matemático estadunidense.